# Roraima (staat)
Roraima is een van de 26 deelstaten van Brazilië.
De staat met de standaardafkorting RR heeft een oppervlakte van ca. 224.301 km² en ligt in de regio Noord. Roraima grenst aan Venezuela in het noordwesten en noorden, Guyana in het noordoosten en oosten en aan de staten Pará in het zuidoosten en Amazonas in het zuiden en zuidwesten. In 2017 had de staat 522.636 inwoners. De hoofdstad is Boa Vista.
De staat ligt voor een groot deel in het Hoogland van Guyana en bestaat uit het stroomgebied van de Rio Branco en zijn zijrivieren. De zuidelijkste punt van de staat is de plek waar de Rio Branco de Rio Negro instroomt.

## Belangrijke steden
In orde van grootte:
| Stad                                            | Inwoners |
| ----------------------------------------------- | -------- |
| Boa Vista                                       | 332.020  |
| Rorainópolis                                    | 28.215   |
| Caracaraí                                       | 20.807   |
| Bron: (pt) IBGE - Populatie volgens census 2017 |          |

## Bestuurlijke indeling
De deelstaat Roraima is ingedeeld in 2 mesoregio's, 4 microregio's en 15 gemeenten.